# ОШ „Никола Тесла” Велика Река
ОШ „Никола Тесла” у Великој Реци, насељеном месту на територији општине Мали Зворник, основана је 1904. године. У оквиру школе је радило издвојено одељење у Вољевцима, које је због недовољно ђака затворено.
Школа данас носи име Николе Тесле, српског и светског научника, док је раније радила под називом Филип Кљајић.
- Школа, Велика Река
- Школа, Велика Река
- Спомен-плоча у школском дворишту
- Издвојено одељење, Вољевци